# Кузин, Андрей Вячеславович
Андрей Вячеславович Кузин (родился 29 октября 1978 в Москве) — российский регбист, выступавший на позиции крайнего трёхчетвертного; ныне – главный тренер женской команды клуба  «ВВА-Подмосковье». Рекордсмен сборной России по количеству игр и занесённых попыток. Мастер спорта России (1997), Мастер спорта России международного класса (2001).

## Карьера

### Клубная
Воспитанник московского регби, в 1992 году начал тренироваться в «Филях». Первый тренер — Пётр Этко, за команду играл в 1992—1996 годах. В 1997 году был приглашен в команду РК «Пенза» и провел там три сезона, выступая за неё до 2001 года. С 2002 по 2014 годы выступал за команду «ВВА-Подмосковье», с которой выигрывал неоднократно титулы чемпиона России. Карьеру завершил в 2014 году.

### Достижения
- Чемпион России (2003[2], 2004[2], 2006, 2007, 2008, 2009, 2010 — ВВА-Подмосковье)
- Обладатель Кубка России — (1999 — Пенза[2]; 2002[2], 2004[2], 2005[2], 2007, 2010 — ВВА-Подмосковье)
- Серебряный призёр Чемпионата России (1997 — Пенза[2]; 2005[2] — ВВА-Подмосковье)
- Бронзовый призёр Чемпионата России (1998, 2000 и 2001 — Пенза[2]; 2011, 2012, 2013, 2014 — ВВА-Подмосковье)

### В сборной
В 1996 году Кузин сыграл за сборную России на юношеском Кубке мира в Италии, заняв 9-е место, а в 1997 году в Аргентине занял аналогично 11-е место. В сборной России по регби он сыграл 78 игр (национальный рекорд), набрал 130 очков (26 попыток, также национальный рекорд). Первый матч провёл 20 апреля 1997 против Туниса в городе Тунис. Последнюю игру провёл 1 октября 2011 на чемпионате мира против Австралии в Нельсоне. Рекордный 76-й матч провёл 20 сентября 2011 против Италии, побив рекорд Игоря Миронова.
В сборной России по регби-7 с 1999 года. В 2000 году играл на турнире в Гонконге. Участник двух чемпионатов мира по регби-7 в 2001 (9-е место) и 2005 годах (11-12 места). Участник Кубка мира по регби 2011 в Новой Зеландии.

### Тренер
Руководил в 2014—2016 годах «Химками». В 2017 году возглавил женскую сборную России по регби-7. Четырежды приводил сборную к победе в чемпионате Европы 2017, 2018, 2019 и 2021 годах; в 2018 году признан тренером года Федерацией регби России. С 2020 года возглавляет женскую регбийную команду «ВВА-Подмосковье».
Руководил командой ОКР (под этим именем выступала женская сборная России) на Олимпиаде в Токио. В отставку подал 8 ноября 2021 года.

## Личная жизнь
Учился в Пензенском государственном строительном университете. В сентябре 2010 года женился; супругой стала Лилия Тарасова, с которой тот познакомился в Пензе. Сын Владимир.